# Wittenberger Tor

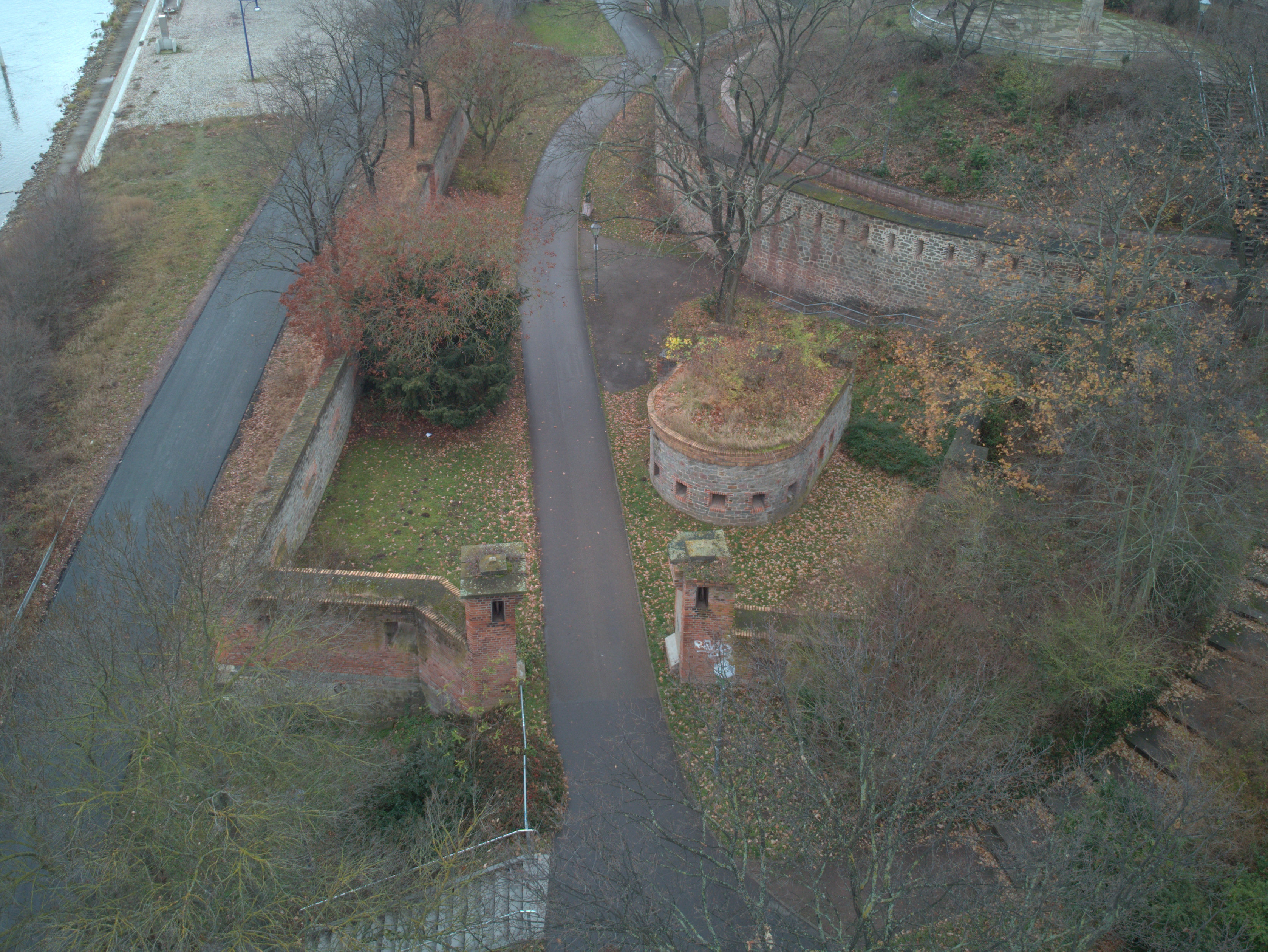
Blick von Norden auf die Reste des inneren Tors, 2021

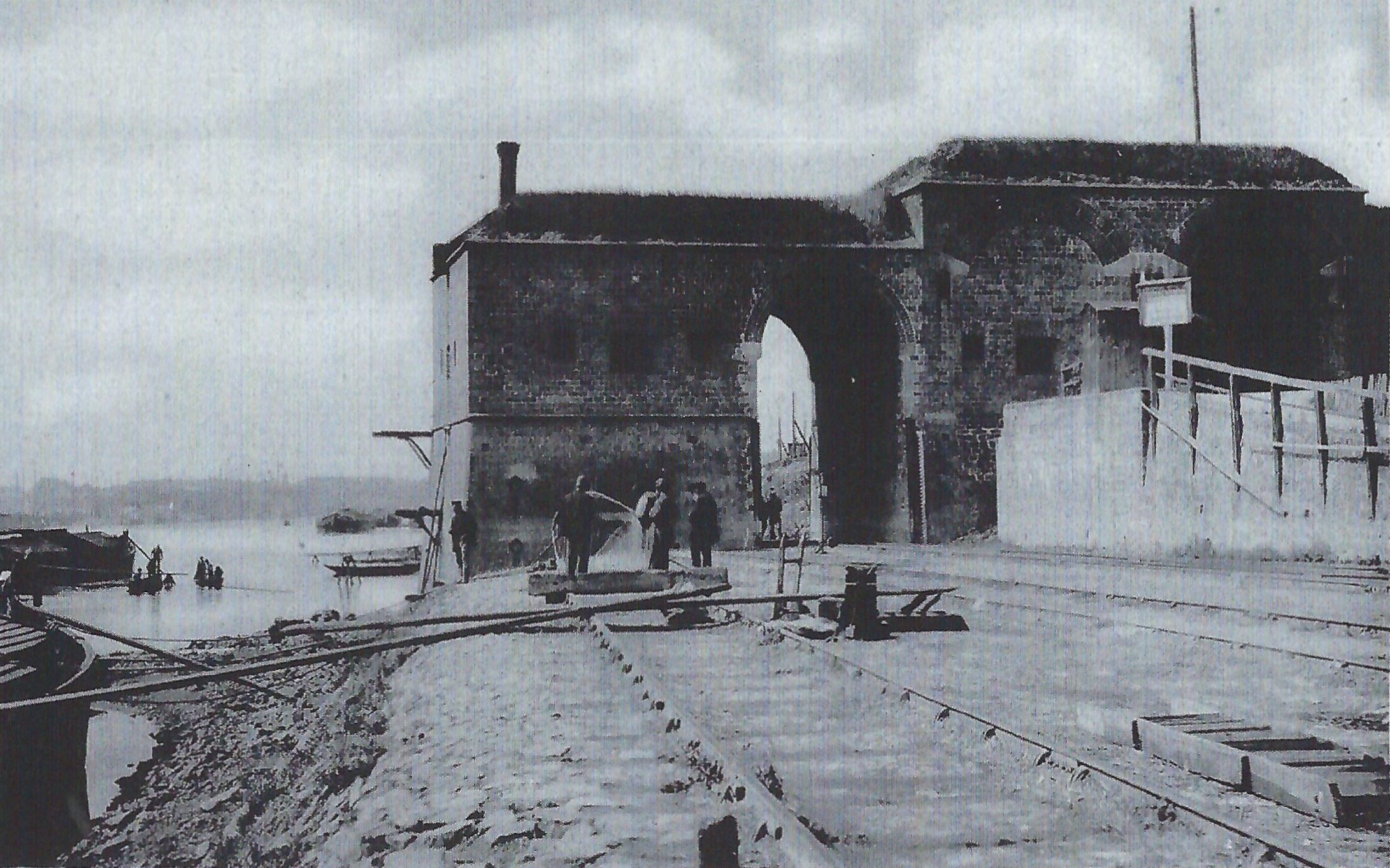
Wittenberger Tor, Anfang der 1890er Jahre

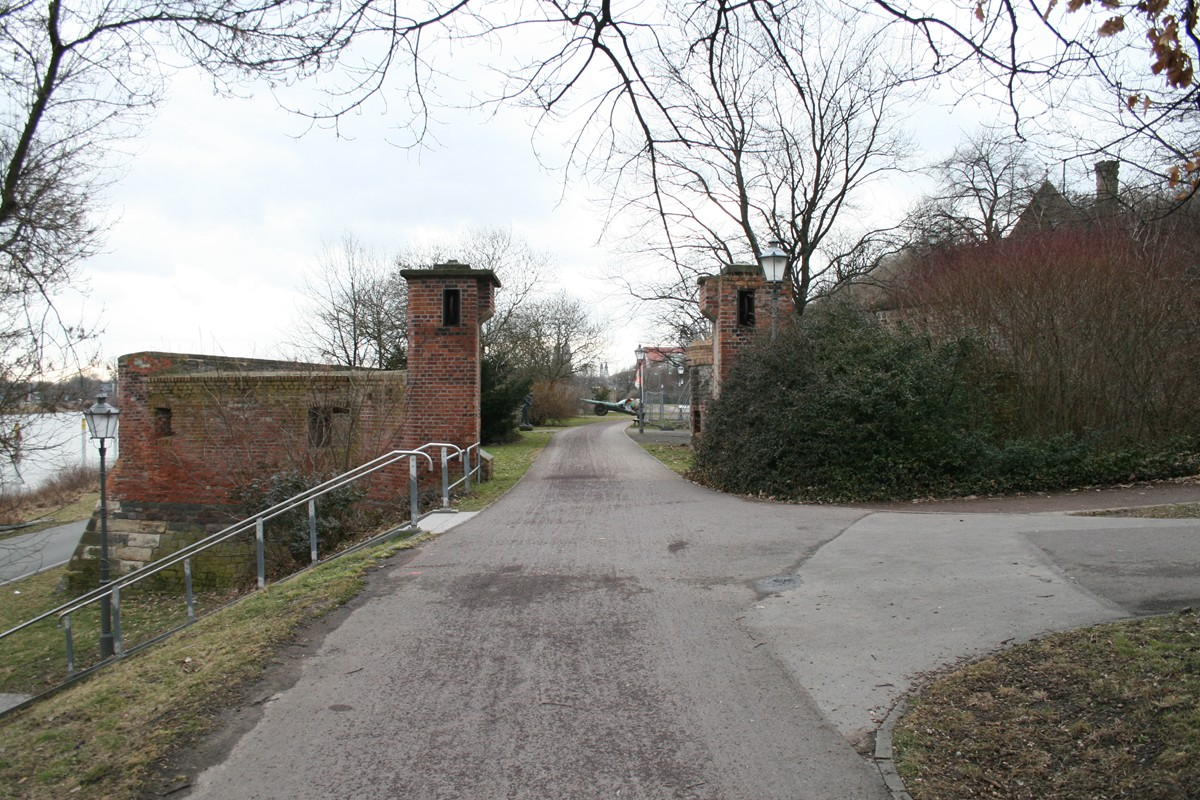
Blick von Norden auf die Reste des inneren Tors, 2012

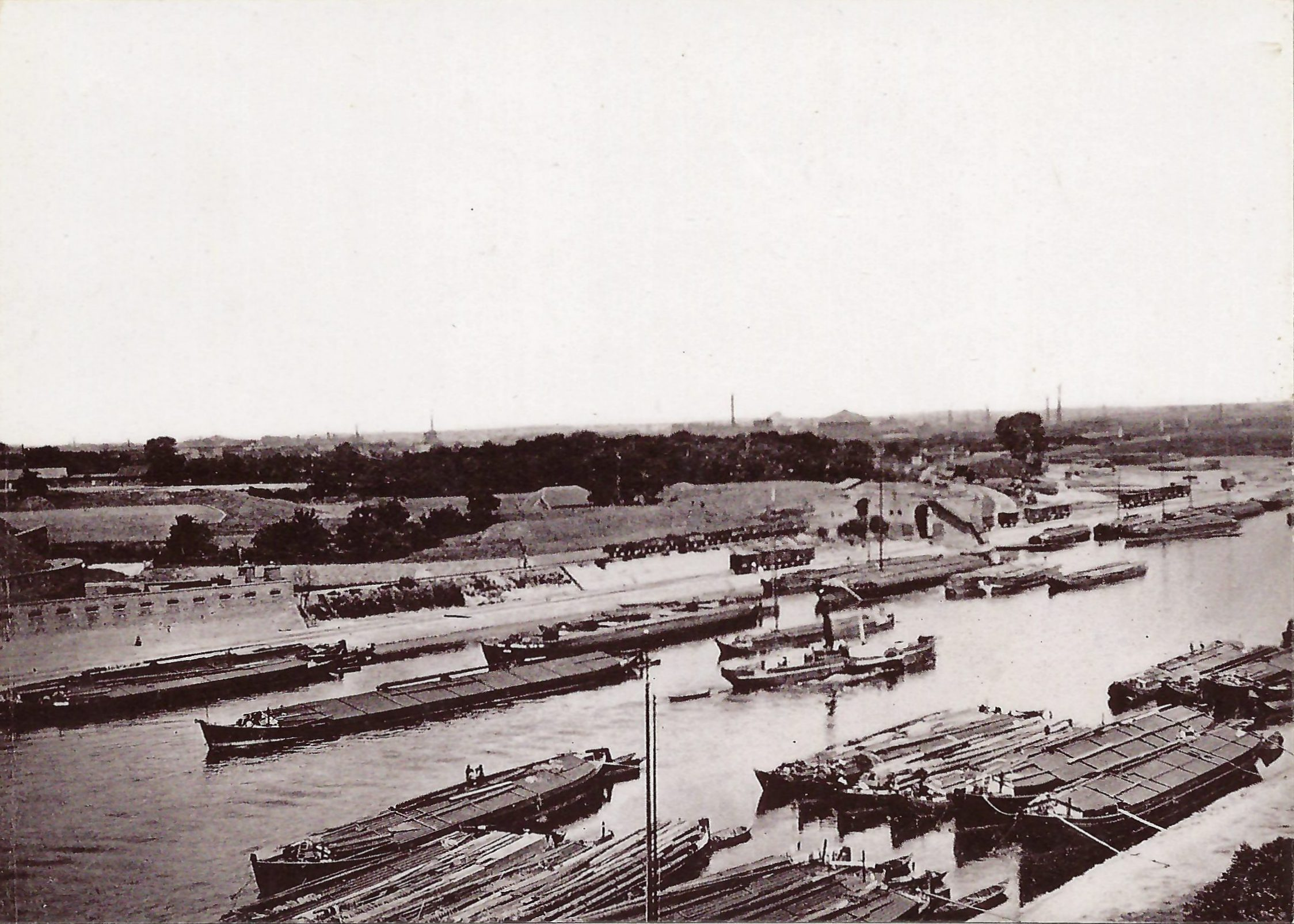
Blick von Südosten, links das innere Tor, rechts das äußere, vor 1890

Das Wittenberger Tor war ein Eisenbahnfestungstor der Festung Magdeburg. Die erhaltenen Teile des inneren Tors der Anlage stehen unter Denkmalschutz.

## Lage
Die Anlage befand sich an der nordöstlichen Ecke der Magdeburger Altstadt, unmittelbar am linken Ufer an der Elbe. Heute befindet sich der Bereich zwischen der südwestlich gelegenen Lukasklause und der Jerusalembrücke.

## Architektur und Geschichte
Das Tor wurde im Zeitraum von 1848 bis 1851 im Schutze der Bastion Preußen als nördliches Eisenbahntor der Festung erbaut. Durch das Tor wurde die Bahnstrecke Magdeburg–Wittenberge, aus nördlicher Richtung von Wittenberge her kommend, in die Festung, zum damals noch an der Elbe gelegenen Bahnhof, geführt. Aus diesem Umstand ergab sich auch der Name des Tors.
Die Toranlage bestand ursprünglich aus einem inneren und einem etwa 100 Meter nördlich hiervon angelegten äußeren Tor. Es bestand auch eine Zugbrücke. Das äußere Tor war als zweigeschossiges Bauwerk in blockhafter Bauweise errichtet und verfügte über eine zweigleisige Durchfahrt. Es schloss den Bereich zwischen der Elbe und den Wallanlagen. An das innere Tor schloss eine krenelierte Mauer und ein Blockhaus an. Bis 1888 erfolgten mehrere Umbauten der Eisenbahnanlage und des inneren Tors. Ein größerer um 1870. Ein weiterer grundlegender Umbau war geplant, wurde jedoch aufgrund der 1888 erfolgten Aufhebung der Nordfront der Festung nicht mehr umgesetzt. Nach 1890 wurde es schrittweise abgerissen. Bereits mit dem Bau des 1873 eröffneten Hauptbahnhof Magdeburg hatte die eisenbahntechnische Bedeutung des Tors abgenommen, da der Fernverkehr anderweitig geführt wurde. Planungen, vom Tor aus einen Gleisanschluss zum Kavalier XIII zu schaffen und so dort befindliche Speicher anzuschließen, wurden ebenfalls nicht mehr verwirklicht.
In der Zeit um 1900 wurde das äußere Tor gänzlich entfernt, das Torhaus selbst erst nach 1900. Letzte Fundamentreste wurden erst im Jahr 2000 beseitigt. Teile des inneren Tors mit der angrenzenden Mauer sind erhalten und wurden in die 1973 geschaffene Elbuferpromenade einbezogen. Bemerkenswert ist der in den Pfeilern erhaltene Rest der Hebevorrichtung der ehemaligen Zugbrücke.
Im Denkmalverzeichnis des Landes Sachsen-Anhalt ist das Festungsbauwerk unter der Erfassungsnummer 094 17439 004 als Teilobjekt der Lukasklause als Baudenkmal verzeichnet. Zuvor bestand eine Eintragung als einzelnes Baudenkmal unter der Erfassungsnummer 094 76646.